# Ибн аль-Хатиб
Лисану-д-дин Абу Абдуллах Мухаммад ибн Абдуллах ас-Сальмани, известный как Ибн аль-Хатиб
(араб. ابن الخطيب‎; 15 ноября 1313, Лоха — 1374, Фес) — арабский государственный деятель, учёный-полимат, поэт, философ, историк Гранадского эмирата.

## Биография
Его полное имя: Абу Абдуллах Мухаммад ибн Абдуллах ибн Саид ибн Абдуллах ибн Саид ибн Али ибн Ахмад ас-Сальмани. Носил прозвище (лакаб) Лисану-д-дин и Зу ль-вазаритайн. Родился в арабской семье из йеменского рода мурад племени салман. Предки Ибн аль-Хатиба прибыли на Пиренейский полуостров из Сирии во VIII веке. Сначала они поселились в Кордове, затем переехали последовательно в Толедо, Лоху и Гранаду. Сначала семья была известна под именем Бану Вазир, но после Саида ас-Сальмани он называлась Бану аль-Хатиб.
Ибн аль-Хатиб родился в Лохе, около 50 км от Гранада, 25 числам месяца Раджаб 713 года хиджры (15 ноября 1313 года). Получил образование в Гранаде, где его отец поселился, чтобы поступить на службу султану Абу ль-Валиду Исмаилу. У него было множество выдающихся учителей, которые перечислены в его биографиях. Благодаря учителям и способностям, ему удалось получить глубокие знания, который впоследствии позволили ему достичь высот в различных областях науки и писать большое количество сочинений, которых насчитывают более 60.
После смерти отца в битве Саладо или Тарифы (30 октября 1340 года), его талант и знания позволили ему поступить на службу султана Абу-льХаджжаджу Юсуфу ибн Исмаилу в качестве секретаря, под руководством визиря Абу ль-Хасана Али ибн аль-Джайяба. После смерти Али ибн аль-Джайяба от чумы в середине января 1349 года, Ибн аль-Хатиб был назначен на должность главы канцелярии эмира катиб аль-инша, с титулом визиря. Он сохранил этот пост во время правления Мухаммада V аль-Гани Биллаха, который поднял его ранг, после чего он принял титул Зу ль-вазаритайн.
После свержения с престола Мухаммада V (ок. 1358) фортуна покинула Ибн аль-Хатиба на нескольких лет. Хаджиб Абу Нуайм Ридван, защитник Ибн аль-Хатиба, который пользовался большим влиянием и авторитетом во время правления Мухаммада V до его свержения, был убит. Лисану-д-дин был помещён в тюрьму, и только после вмешательства своего друга Ибн Марзука, секретаря маринидского султана Абу Салима он вышел на свободу и ему разрешили поехать в Марокко, сопровождая в изгнание низложенного эмира Мухаммада V. Он путешествовал по всей территории маринидов, наконец, поселился в Сале, где он приобрёл имения и написал некоторые из своих сочинений. Когда Мухаммад V был восстановлен на престоле весной 1362 года Ибн аль-Хатиб вернулся в Гранаду, где он был восстановлен в должности визиря и стал главным сановником двора эмира.
Но несколько лет спустя, став жертвой дворцовых интриг и опасаясь неприятностей, он воспользовался возможностью совершить инспекционную поездку крепостей в западной части Гранадского эмирата, чтобы переплыть в Сеуту, а оттуда отправиться в Тлемсен (1371), где его хорошо принял султан Абу Фарис Абду-ль-Азиз. На протяжении короткого правления его несовершеннолетнего сына и преемника Абу Зайяна Мухаммад ас-Саида, он был в безопасности от Мухаммада V, который требовал отправить Ибн аль-Хатиб в Гранаду для участия в суде. По навету влиятельных соперников в Гранаде, особенно кади ан-Нубахи и визиря Ибн Замрака, Лисану-д-дина несправедливо обвинили в различных преступления, включая ересь (зиндик).
После низложения Мухаммада ибн Абду-ль-Азиза, его преемником был провозглашён Абу-ль-Аббас Ахмад ибн Абу Салим. В течение короткого промежутка времени на долю Ибн аль-Хатиба выпали тяжёлые испытания. Один из врагов, Сулейман ибн Дауд, занимавший важные посты при дворе маринидов, добился того, чтобы Лисану-д-дина бросили в тюрьму. Под влиянием Ибн Замрака, который сменил его на посту главного визиря Гранады и стал главным обвинителем, Ибн аль-Хатибу был вынесен обвинительный приговор. По наущению Сулеймана ибн Дауда в мае-июне 1375 года Лисану-д-дин ибн аль-Хатиб был задушен в тюрьме.

## Сочинения
Лисану-д-дин ибн аль-Хатиб является автором около 60 трудов по географии, истории, медицине, литературе и философии.
Главное историческое сочинение — «Аль-Ихата фи тарих Гарната» («Повествование по истории Гранады»; сокращенное издание в 2-х томах: Каир, 1319 г. х. — 1901) — содержит биографии лиц, деятельность которых связана с Гранадой и вместе с «Тарих Исбанийя аль-исламийя» («История мусульманской Испании»; Бейрут, 1956) является важным источником по истории мусульманской Испании.